# Sportpark Johannisau
Der Sportpark Johannisau besteht aus dem Fußballstadion der Stadt Fulda mit Leichtathletikanlage und Flutlicht sowie aus dem B-Feld (Naturrasen, altes Stadion), dem C-Feld mit Trainingsbeleuchtung (Trainingsplatz mit Naturrasen), dem D-Feld (Trainingsplatz mit Naturrasen) und einem Kunstrasenplatz mit Beleuchtung, drei Tennisplätzen und einem Werferfeld. Das Fußballstadion verfügt heute über 12.573 Plätze, davon 1232 Sitzplätze (755 überdacht) und 10.586 Stehplätze. Offiziell ist die Anlage aktuell für 4999 Zuschauer (1988 Sitzplätze, davon 756 überdacht und 3011 Stehplätze) zugelassen. Seit der Saison 2018/19 trägt die SG Barockstadt Fulda-Lehnerz (bis 2018 TSV Lehnerz) hauptsächlich ihre Heimspiele im Stadion Johannisau aus.

## Geschichte
Das alte Stadion in der Johannisau, das heutige B-Feld, wurde 1923 eingeweiht und diente seitdem Borussia Fulda als Spielstätte. Das neue Stadion wurde 1957 noch ohne die heutige Sitztribüne eröffnet. Einen Zuschauerrekord verzeichnete 1963 mit 26.000 Besuchern das Spiel zwischen Fulda und Hessen Kassel in der Regionalliga Süd (diese Klasse hieß damals 2. Liga). Die Besucherzahl wurde aus Sicherheitsgründen Anfang der 1970er-Jahre auf 25.000, Anfang der 1980er-Jahre auf 22.000 Besucher reduziert. Bei einem Freundschaftsspiel 1997 zwischen Fulda und dem FC Bayern München gab es mit 20.000 Besuchern einen Zuschauerrekord. Vom 4. bis 6. Juli 2003 wurden die 62. Deutsche Leichtathletik-Jugendmeisterschaften, die 16. Deutschen B-Jugendmeisterschaften und die Deutsche Staffelmeisterschaften ausgetragen. Der Fußballverein Borussia Fulda trug hier seine Heimspiele bis zum Saisonende 2017/18 aus, ab der Saison 2015/16 in der Hessenliga, der fünften Spielklasse in Deutschland. Seit der Saison 2018/19 trägt hier die SG Barockstadt Fulda-Lehnerz ihre Heimspiele in der Regionalliga Südwest aus. Seit 2015 wird die Anlage renoviert. Die Bauarbeiten sollen vier bis fünf Jahre andauern.

### Umbau
Die Stadt Fulda plant bis 2023 die Modernisierung und den Ausbau des Stadions auf 10.000 Plätze mit Anpassung an die Anforderungen an die aktuellen Versammlungsstätten-Richtlinien und der Regionalliga. Des Weiteren sollen die Räumlichkeiten wie die Umkleidekabinen und die Sanitäranlagen saniert werden. Neben der Modernisierung der Sitz- und Stehplätze soll die Wegeführung im und rund um das Stadion neuorganisiert werden. Der Zeitplan sieht zunächst die Renovierung der Stehplätze vor, um den Spielbetrieb so wenig wie möglich zu stören. Die weiteren Punkte des Plans werden danach abgearbeitet. Die Stadt rechnet mit Kosten im zweistelligen Millionenbereich. Dafür hat die Stadt 7,2 Mio. Euro im Haushalt eingeplant. Die übrigen Gelder sollen aus Fördermitteln beantragt werden.
Im September 2021 tagte der Schul-, Kultur- und Sportausschuss der Stadt. Dabei stand auch der Umbau des Stadions auf der Tagesordnung. Bei der Sitzung wurde ein Sachstandsbericht zum ersten Bauabschnitt des Umbaus gegeben. Die Bauarbeiten sollten im Frühjahr des Jahres beginnen. Durch erhöhtem Sanierungsbedarf stiegen die Kosten. Durch den Umfang der Arbeiten wird aus dem geplanten Umbau ein Neubau des städtischen Stadions im Sportpark Johannisau. Es wird z. B. ein Leitsystem für sehbehinderte Besucher geben. Der Beirat für Menschen mit Behinderungen war in die Planung eingebunden. Die Anforderungen des DFB zur Trennung von Heim- und Gästefans wird bei den Eingängen und dem Rettungswegekonzept berücksichtigt. Die Flutlichtanlage erhält energiesparende LED-Technik. Dies soll in das Konzept der „Sternenstadt“ Fulda gegen die Lichtverschmutzung eingebunden werden.
Im Dezember 2021 begannen erste Abrissarbeiten. Die Wellenbrecher und Werbebanden wurde abgebaut. Im Januar 2022 sollen, mittels Bagger, die Stehplatzränge in den Kurven abgerissen werden. In der Rückrunde werden die Fans ihre Plätze auf den beiden Längstribünen finden. Der erste Bauabschnitt soll im Frühjahr 2023 fertiggestellt werden. Der Umbau wird mindestens 20 Mio. Euro kosten. Derzeit können rund 5000 Plätze genutzt werden. Im neuen Stadion sollen es 10.000 sein.